# مكسيم لجلينسكاي
مكسيم لجلينسكاي (بالقازاقية: Максим Иглинский) مواليد 18 أبريل 1981 في أستانا، هو دراج كازاخستاني في صنف سباق الدراجات على الطريق. شارك في دورة الألعاب الأولمبية الصيفية.

## سباقات أو مراحل فاز بها
| التاريخ        | السباق                                       | المركز                      |
| -------------- | -------------------------------------------- | --------------------------- |
| 27 فبراير 2002 | 2002 Vuelta a la Independencia Nacional      | الفائز في التصنيف العام     |
| 30 يوليو 2002  | طواف الصين 2002                              |                             |
| 01 يناير 2004  | 2004 Vuelta a la Independencia Nacional      | الفائز في التصنيف العام     |
| 02 أبريل 2004  | طواف اليونان 2004                            |                             |
| 16 أبريل 2004  | 2004 Asian Road Cycling Championships Men RR |                             |
| 30 أغسطس 2004  | 2004 Boucles de l'Aulne                      | الخامس في التصنيف العام     |
| 13 مارس 2005   | باريس-نايس 2005                              | التاسع في تصنيف أفضل شاب    |
| 24 يوليو 2005  | سباق طواف فرنسا 2005                         | الرابع في تصنيف أفضل شاب    |
| 04 أغسطس 2005  | 2005 Gran Premio Città di Camaiore           | الفائز في التصنيف العام     |
| 19 أبريل 2006  | فليش والون 2006                              | المرتبة 17 في التصنيف العام |
| 17 يونيو 2007  | سباق دوفين للدراجات 2007                     | السادس في تصنيف الجبال      |
| 22 يونيو 2008  | طواف سويسرا 2008                             | الأول في تصنيف الجبال       |
| 14 فبراير 2010 | 2010 تور ميديترانين                          |                             |
| 06 مارس 2010   | مونت باشي ستراد بينك 2010                    | الفائز في التصنيف العام     |
| 22 أبريل 2012  | لييج-باستون-لييج 2012                        | الفائز في التصنيف العام     |
| 06 أكتوبر 2013 | طواف ألماتي 2013                             | الفائز في التصنيف العام     |
| 01 يونيو 2014  | 2014 Asian Road Cycling Championships Men RR |                             |

## روابط خارجية
- مكسيم لجلينسكاي على موقع الاتحاد الدولي للدراجات (الإنجليزية)
- مكسيم لجلينسكاي على موقع أرشيف الدراجات (الإنجليزية)
- مكسيم لجلينسكاي على موقع إحصائيات الدراجات الإحترافية (الإنجليزية)
- مكسيم لجلينسكاي على موقع نسبة الدراجات (الإنجليزية)
- مكسيم لجلينسكاي على موقع CycleBase (الإنجليزية)
- مكسيم لجلينسكاي على موقع أوليمبيديا (الإنجليزية)